# Butlertown (Maryland)
Butlertown es un lugar designado por el censo ubicado en el condado de Kent en el estado estadounidense de Maryland. En el Censo de 2010 tenía una población de 505 habitantes y una densidad poblacional de 225,41 personas por km².

## Geografía
Butlertown se encuentra ubicado en las coordenadas 39°16′56″N 76°5′57″O / 39.28222, -76.09917. Según la Oficina del Censo de los Estados Unidos, Butlertown tiene una superficie total de 2.24 km², de la cual 2.22 km² corresponden a tierra firme y (0.81%) 0.02 km² es agua.

## Demografía
Según el censo de 2010, había 505 personas residiendo en Butlertown. La densidad de población era de 225,41 hab./km². De los 505 habitantes, Butlertown estaba compuesto por el 38.22% blancos, el 57.82% eran afroamericanos, el 0% eran amerindios, el 0.4% eran asiáticos, el 0% eran isleños del Pacífico, el 0.59% eran de otras razas y el 2.97% pertenecían a dos o más razas. Del total de la población el 0.99% eran hispanos o latinos de cualquier raza.